# Andrzej Rudy
Andrzej Rudy (Ścinawa, 15 oktober 1965) is een Pools voormalig voetballer en voetbaltrainer, spelend op het middenveld.

## Clubcarrière
Rudy speelde in eigen land voor Odra Ścinawa en Śląsk Wrocław. Rudy vertrok eind jaren tachtig naar West-Duitsland en kwam daar uit voor 1. FC Köln. Omdat hij zich daar niet kon doen gelden, verhuisde hij in 1992 naar Denemarken om op huurbasis uit te komen voor Brøndby IF. Later was hij weer actief in Keulen en stond tot 1995 onder contract bij de "Geißböcken". Later speelde hij voor VfL Bochum, Lierse SK, Ajax, opnieuw Lierse SK, KVC Westerlo en opnieuw in Duitsland bij Viktoria Köln en Borussia Fulda.

## Trainerscarrière
Eind april 2003 vertrok Rudy naar Borussia Fulda, waar hij zowel speler als hoofdtrainer werd. In juli 2004 werd Rudy aangesteld als hoofdtrainer bij Bonner Sport-Club. Van 2007 tot 2008 was Rudy techniektrainer bij de 1. FC Köln-selectie van onder 19. Van 2008 tot 2010 was Rudy techniektrainer bij de jeugdafdelingen van 1. FC Köln. Van 2010 tot 2011 was hij hoofdtrainer van Sportfreunde Siegen en in 2014 trainde Rudy kortstondig TSC Euskirchen onder 17.

## Interlandcarrière
Rudy speelde in totaal zestien interlands (drie doelpunten) voor de nationale ploeg van Polen in de periode 1986–1998. Hij maakte zijn debuut op 12 november 1986 in de vriendschappelijke thuiswedstrijd tegen Ierland (1–0). Rudy werd in dat duel in de rust gewisseld voor Ryszard Tarasiewicz. Zijn zestiende en laatste interland speelde hij op 25 februari 1998 in Tel Aviv tegen Israël (2–0).
| Interlanddoelpunten | Interlanddoelpunten | Interlanddoelpunten | Interlanddoelpunten | Interlanddoelpunten | Interlanddoelpunten | Interlanddoelpunten | Interlanddoelpunten |
| #                   | Datum               | Locatie             | Wedstrijd           | Doelpunt(en)        | Score               | Uitslag             | Wedstrijd           |
| ------------------- | ------------------- | ------------------- | ------------------- | ------------------- | ------------------- | ------------------- | ------------------- |
| 1                   | 02/09/1987          | Bydgoszcz           | Polen – Roemenië    | 27'                 | 2 – 0               | 3 – 1               | Oefenduel           |
| 2                   | 15/07/1988          | Toronto             | Canada – Polen      | 59'                 | 0 – 1               | 1 – 2               | Oefenduel           |
| 3                   | 02/09/1987          | Białystok           | Polen – Bulgarije   | 80'                 | 3 – 0               | 3 – 2               | Oefenduel           |

## Statistieken
| Seizoen                  | Club                                | Land                | Duels | Goals |
| ------------------------ | ----------------------------------- | ------------------- | ----- | ----- |
| 1983/84                  | Śląsk Wrocław                       | Vlag van Polen      | 6     | 0     |
| 1984/85                  | Śląsk Wrocław                       | Vlag van Polen      | 29    | 1     |
| 1985/86                  | Śląsk Wrocław                       | Vlag van Polen      | 27    | 3     |
| 1986/87                  | Śląsk Wrocław                       | Vlag van Polen      | 24    | 2     |
| 1987/88                  | Śląsk Wrocław                       | Vlag van Polen      | 21    | 2     |
| 1988/89                  | GKS Katowice                        | Vlag van Polen      | 13    | 1     |
| 1988/89                  | 1. FC Köln                          | Vlag van Duitsland  | 5     | 0     |
| 1989/90                  | 1. FC Köln                          | Vlag van Duitsland  | 13    | 2     |
| 1990/91                  | 1. FC Köln                          | Vlag van Duitsland  | 24    | 2     |
| 1991/92                  | 1. FC Köln                          | Vlag van Duitsland  | 1     | 0     |
| 1991/92                  | → Brøndby IF                        | Vlag van Denemarken | 8     | 1     |
| 1992/93                  | 1. FC Köln                          | Vlag van Duitsland  | 32    | 4     |
| 1993/94                  | 1. FC Köln                          | Vlag van Duitsland  | 28    | 4     |
| 1994/95                  | 1. FC Köln                          | Vlag van Duitsland  | 31    | 2     |
| 1995/96                  | VfL Bochum                          | Vlag van Duitsland  | 14    | 1     |
| 1996/97                  | Lierse SK                           | Vlag van België     | 21    | 4     |
| 1997/98                  | Ajax                                | Vlag van Nederland  | 23    | 2     |
| 1998/99                  | Ajax                                | Vlag van Nederland  | 18    | 1     |
| 1999/00                  | Lierse SK                           | Vlag van België     | 13    | 1     |
| 2000/01                  | KVC Westerlo                        | Vlag van België     | 1     | 0     |
| 2001/02                  | Viktoria Köln                       | Vlag van Duitsland  | 23    | 2     |
| 2002/03                  | Borussia Fulda (als speler-trainer) | Vlag van Duitsland  | 15    | 3     |
| Bijgewerkt 27 maart 2018 | Bijgewerkt 27 maart 2018            | Totaal              | 390   | 38    |

## Erelijst
Śląsk Wrocław
- Puchar Polski: 1986/87

 VfL Bochum
- 2. Bundesliga: 1995/96

 Lierse SK
- Eerste klasse: 1996/97

 Ajax
- Eredivisie: 1997/98
- KNVB beker: 1997/98, 1998/99

## Persoonlijke gegevens
Rudy woont in Duitsland en werkt sinds 2017 als chauffeur bij een wegsleepdienst in Keulen.